# 柿

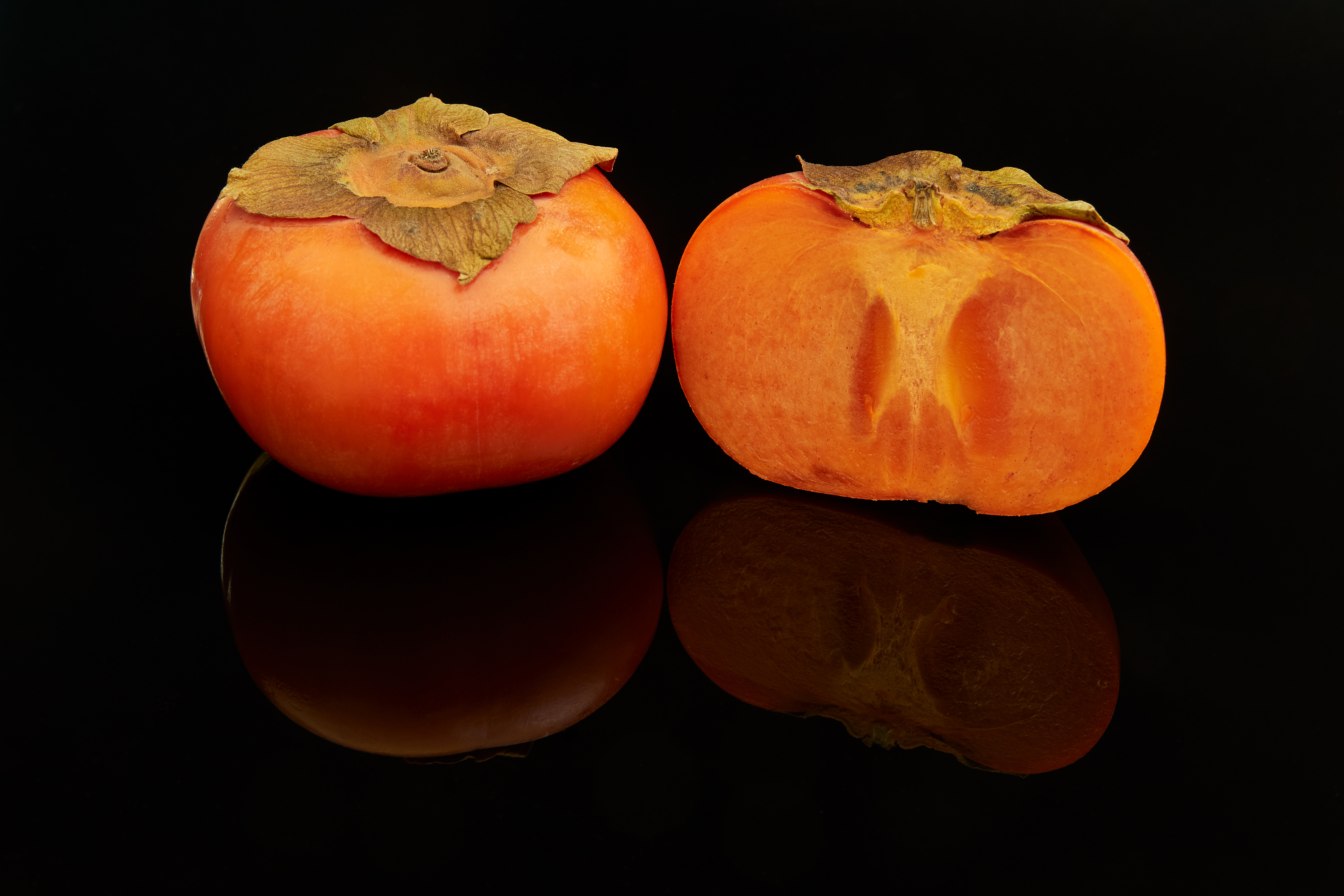
柿子

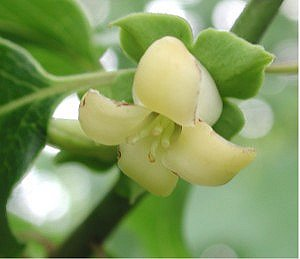
花

柿、柿子一般指的是柿樹屬的果實，最常見的物种是原产中国的柿树，但其他地区也有柿樹属植物。
柿子的品種有1000多種，以脫澀與否分為甜柿和澀柿兩大類為主，前者成熟時已經脫澀可以直接食用，後者需要人工脫澀，中國、日本、韓國和巴西是世界的主要產地。
柿有多種類型，除了最常見的林柿之外，亦有異色柿、德州柿、黑色柿、印度柿、豆柿及美洲柿等，在野外偶爾可發現野生未馴化的毛柿(毛桃亦同)。

## 台灣柿子種植現況
柿子栽種集中在嘉義、臺中、苗栗等地。臺灣北埔是新竹地區柿樹栽種面積最大的鄉鎮，但製作柿餅的原料主要來自嘉義縣番路鄉所種植的柿子，而番路鄉除了將柿子外銷之外，本身亦產柿餅；苗栗及新竹以石柿為代表，適合製成柿餅，台中的四周柿普遍處理成「紅柿」（軟柿）食用，嘉義番路鄉的牛心柿又名「水柿、浸柿、脆柿」（硬柿），糖度約11～14度，果實大，產量大。甜柿於台灣主要產區為台中和平、新竹五峰、尖石，主要栽培品種為富有甜柿、次郎甜柿，還有少量的花御所甜柿，富有甜柿為目前台灣甜柿栽培的主要品種，果皮橙紅色，色澤鮮豔均勻，果肉粉質，肉質稍緻密，汁多，糖度14~16度，食味中上。成熟期略晚，屬於中晚生的完全甜柿。

## 食用
甜柿可以直接食用，涩柿则需要人工脱涩后方可食用。 脱涩的方法一般有放置一段时间，和用温水或石灰水浸泡等。

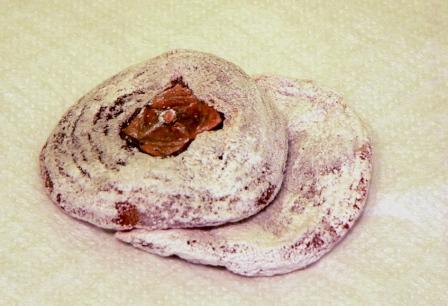
柿饼

除鲜食外，整个柿子晒干之后可以制成柿饼。柿饼外部有一层白色粉末，叫做柿霜。柿霜并不是淀粉，主要是由内部渗出的葡萄糖凝结成的晶体构成。这些晶体并不易同空气中的水分相结合，因此柿饼表面通常会保持干燥。这也有利于柿饼的保存。柿还可以酿成柿酒、柿醋，加工成柿脯、柿粉、柿霜、柿茶、冻柿子等等。
在華北地區，尤其是山东一些地区的人们用柿来做柿子煎饼。

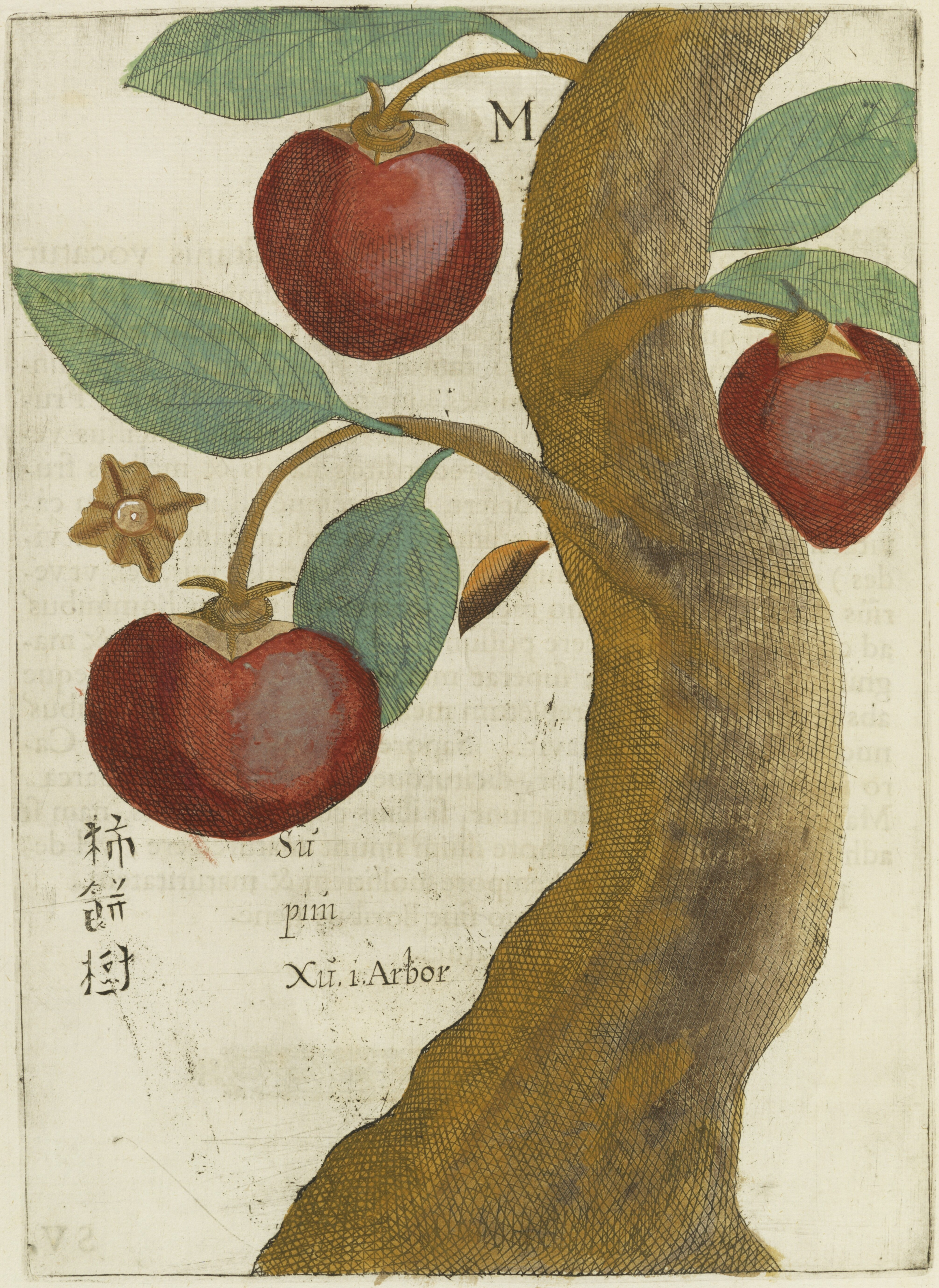
波蘭籍天主教耶穌會來華傳教士卜彌格十七世紀著作《Flora Sinensis》（譯：中國植物志）畫筆下的柿餅樹。

在东北地区，由于柿子不易运输和贮存，冬天一般把柿子放在室外，用极低的温度把柿冻成冰，称为“冻柿子”，然后运输和贮存。由于冻柿子很硬，食用前一般要先放入热水，使其软化，这个程被称为“化冻柿子”。化过的冻柿子和没有化过的冻柿子口感相差很大。也有人直接食用冰冷坚硬的冻柿子，另有一番风味。
空腹吃柿子可能会引起“胃石症”。柿子含有大量的柿胶，当柿子进入空腹时，柿胶会与胃酸在凝聚成硬块；当硬块越积越大时，可能导致无法排出，医学上称为“胃柿石病”。
此外，患有缺铁性贫血和正在服用铁剂的患者不能吃柿子，因为柿子里有一种物质会妨碍铁的吸收。

## 营养和保健
柿子要放熟再吃，過澀的柿子較多鞣酸成分，食用過量容易傷害消化系統，因此買來的柿子不夠熟，可放在室內常溫下催熟，就能去除澀味。

## 习俗

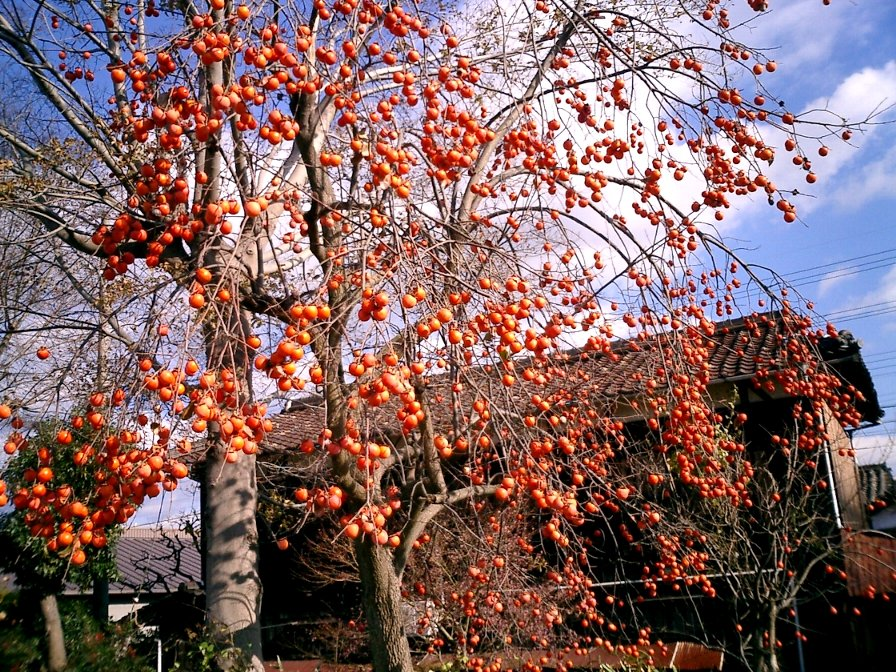

在中国某些地方有过年吃柿子的习俗，意指“事事如意”。

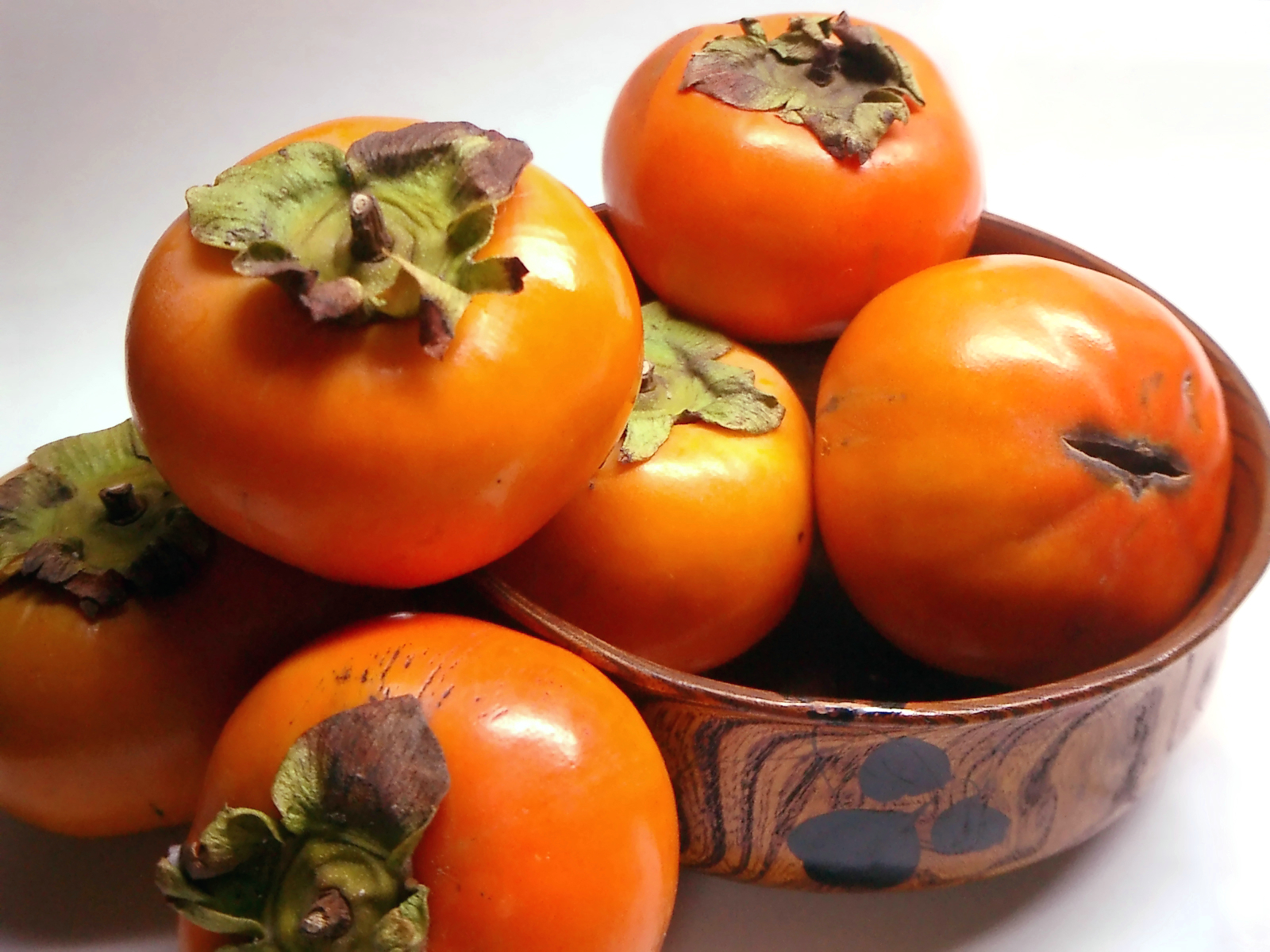
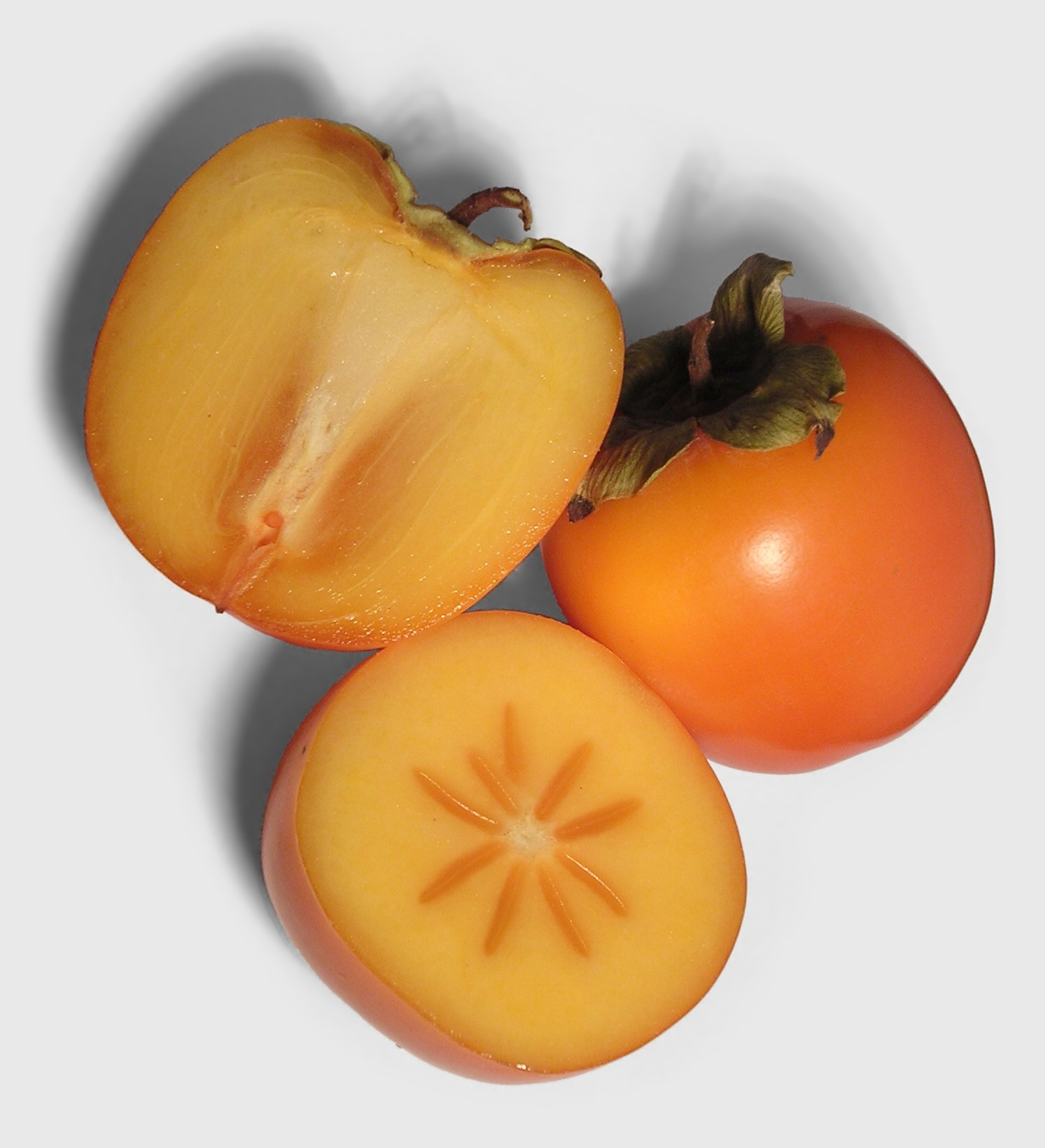
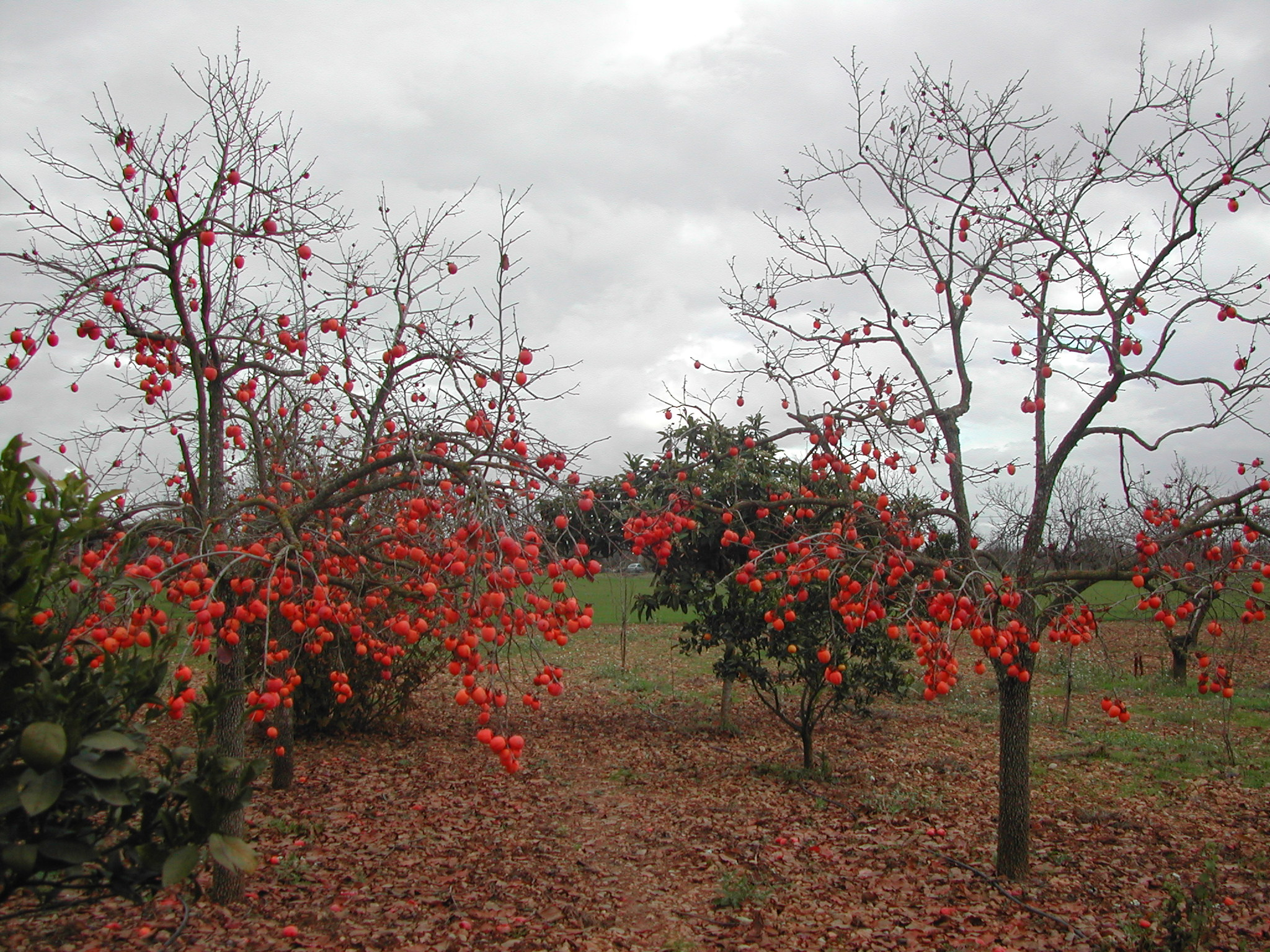

## 延伸阅读
[在维基数据编辑]
 《欽定古今圖書集成·博物彙編·草木典·柿部》，出自陈梦雷《古今圖書集成》